# 夏振贵
夏振贵（1956年9月—），男，山西应县人，中华人民共和国政治人物。

## 生平
早年毕业于山西大学法律系。1989年，升任朔州市纪委副书记。1997年，任中共忻州地委委员；1999年，任忻州地委副书记。2001年，任中共长治市委副书记。2005年，任中共晋城市委副书记、晋城市长。2008年，任中共临汾市委书记，同年因襄汾尾矿库溃坝事故被撤职。
2018年，不再担任山西省委统战部副部长，出任山西省民营企业资产置换协会党委书记。